# Walyunga Nemzeti Park
A Walyunga Nemzeti Park Nyugat-Ausztráliában található, Perthtől 35 kilométernyire északkeletre helyezkedik el a Great Northern Highway mentén. 
A park a Darling Scarp, vagy másik helyi nevén a Darling Range mögött húzódik, egy alacsony esésű hegyhát, amely Nyugat-Ausztrália partvidéke mentén húzódik az állam délnyugati részén. A Swan, Avon-folyó és az Eastern Railway fut keresztül a park területén. A minden évben augusztusban megrendezett Avon Descent sportesemény az Avon-folyón zajlik, amelynek során a résztvevők a nemzeti park területén is keresztülhaladnak. A folyó ezeken a szakaszokon zúgókon is keresztülvág. A területen gránitkiszögellések és dolerittel borított területek is találhatóak, miközben a hegyek tetejét laterit borítja.

## Fordítás
Ez a szócikk részben vagy egészben  a   Walyunga National Park című angol Wikipédia-szócikk ezen változatának fordításán alapul.  Az eredeti cikk szerkesztőit annak laptörténete sorolja fel. Ez a jelzés csupán a megfogalmazás eredetét és a szerzői jogokat jelzi, nem szolgál a cikkben szereplő információk forrásmegjelöléseként.